# Claudio Traina
Claudio Traina (Palermo, 2 settembre 1965 – Palermo, 19 luglio 1992) è stato un poliziotto italiano, morto nella strage di via D'Amelio.

## Biografia
Entrò in Polizia giovanissimo, seguendo le orme del fratello Luciano, e dopo aver frequentato il corso di formazione presso la scuola di Polizia ad Alessandria, e un periodo in servizio a Milano, ritornò nella sua città natale, dove nel 1990 la Questura lo assegnò all'ufficio scorte. Morì insieme al giudice Paolo Borsellino e ai suoi colleghi della scorta Agostino Catalano, Walter Eddie Cosina, Vincenzo Li Muli ed Emanuela Loi nella strage di via D'Amelio. Oggi riposa nel Cimitero di Santa Maria di Gesù a Palermo.
Traina era sposato e aveva un figlio, Dario, che al momento della strage aveva undici mesi. Nel 1996 suo fratello Luciano, agente della Squadra Mobile di Palermo, prese parte alla cattura del boss Giovanni Brusca, uno dei mandanti della strage.